# Mzimba (stad)
Mzimba is een stad met 13742 inwoners (1998) en is de hoofdstad van het district Mzimba in de noord regio van Malawi. De stad is gelegen op een hoogte van ongeveer 1400 meter boven de zeespiegel.